# Всеобщие выборы в Габоне (1961)
Всеобщие выборы в Габоне проходили 12 февраля 1961 года. На них избирались президент и 67 депутатов Национального собрания. Выборы стали первыми после объявления независимости Габона в 1960 году. Впервые в Габоне прошли выборы президента. Премьер-министр Леон Мба от Габонского демократического блока был единственным кандидатом в президенты. Габонский демократический блок и Габонский демократический и социальный союз выдвинули единый список безальтернативых кандидатов «Национальный союз». Явка составила 98,7%.

## Результаты

### Президентские выборы
| Кандидат                           | Партия                             | Голоса  | %    |
| ---------------------------------- | ---------------------------------- | ------- | ---- |
| Леон Мба                           | Габонский демократический блок     | 315 335 | 100  |
| Недействительных/пустых бюллетеней | Недействительных/пустых бюллетеней | 1 344   | –    |
| Всего                              | Всего                              | 316 679 | 100  |
| Проголосовавших избирателей/Явка   | Проголосовавших избирателей/Явка   | 320 756 | 98,7 |
| Источник: Nohlen et al.            |                                    |         |      |

### Парламентские выборы
| Партия                             | Голоса  | %    | Мест |
| ---------------------------------- | ------- | ---- | ---- |
| «Национальный союз» (BDG–UDSG)     | 315 335 | 100  | 67   |
| Недействительных/пустых бюллетеней | 1 344   | –    | –    |
| Всего                              | 316 679 | 100  | 67   |
| Проголосовавших избирателей/Явка   | 320 756 | 98,7 | –    |
| Источник: Nohlen et al.            |         |      |      |